# Jorge Jiménez (dibujante)
Jorge Jiménez (n. Cádiar; 4 de junio de 1986) es un dibujante de historietas español con éxito en los Estados Unidos, trabajando como parte del equipo de DC Comics en series de renombre como SuperSons o algunos tomos Superman Rebirth.

## Biografía
Jiménez siempre había dibujado desde muy pequeño y, a pesar de empezar la carrera para ser profesor en el deporte, continuó dibujando. A los 24 años, tras "una especie de crisis existencial", Jiménez llegó a la conclusión de que quería ser dibujante. Después de pasar el tercer curso en la Facultad de Ciencias de la Actividad Física Y del Deporte de INEF en la Universidad de Granada, dejó sus estudios y empezó a dibujar.

### Inicios
Pasados unos pocos meses, Jiménez se vio lo suficientemente evolucionado. Ya con un "estilo publicable y presentable", comenzó a asistir a varios eventos y salones de España relacionados con el cómic.
"Me moví por todos los eventos y salones de España, con la suerte de que di con mi primer representante, Eduardo Alpuente, quien supo ver que yo tenía una capacidad para dibujar destacable para mi nivel inicial y ya quiso probarme. Confío en mí y me abrió la primera puerta al mundo de los comics." - Jiménez sobre su primera oferta.
Su primera oferta fue un cuento infantil de Ray Bradbury en el que se encargaba de las ilustraciones.
Después de unos encargos, Jiménez fue ofrecido para hacer un cómic de Jurassic Park.

### Comienzos en DC Comics
"De rebote, también y gracias al cómic de ‘Parque Jurásico’, entré en la adaptación de la serie Fringe a DC Comics". 
Tras Fringe le fueron ofrecidos todo tipo de proyectos, desde la adaptación al cómic de Smallville a dibujar Superboy.
Después de trabajar en Superboy, Jiménez comenzó a trabajar en el evento de DC ‘Tierra 2’, "una especie de ‘Liga de la Justicia’ en un universo alternativo". De aquí pasó a dibujar a Superman, según él, su sueño.
Hoy en día trabaja en Supersons, un cómic de DC que trata sobre los hijos poderosos de Batman y Superman.

## Premios
En 2017, en la I edición de los Premios Carlos Giménez fue nominado en la categoría de Mejor dibujante nacional, siendo en la edición de 2018 cuando se alza con el galardón en dicha categoría.

## Características
- Jiménez se distingue por un dibujo sólido y constante, en el que mezcla el estilo de dibujo americano y el Manga.